# Елизабет фон Хесен (1502 – 1557)
Вижте пояснителната страница за други личности с името Елизабет фон Хесен.
Елизабет фон Хесен (на немски: Elisabeth von Hessen; „Elisabeth von Rochlitz“; * 4 март 1502 в Марбург; † 6 декември 1557 в Шмалкалден) е ландграфиня от Хесен и чрез женитба наследствена принцеса на Саксония.
Тя е дъщеря на ландграф Вилхелм II фон Хесен (1469 – 1509) и втората му съпруга Анна фон Мекленбург (1485 – 1525), дъщеря на херцог Магнус II фон Мекленбург и съпругата му принцеса София Померанска.
Елизабет е сгодена на 8 март 1505 г. на тригодишна възраст за нейния четвърти братовчед, седемгодишния наследствен принц Йохан от Саксония (1498 – 1537), най-възрастният син на херцог Георг Брадати (1471 – 1539) и съпругата му Барбара Полска (1478 – 1534). Баща му получава затова 25 000 гулдена брачни пари. Те се женят на 20 май 1516 г. в Марбург. От януари 1519 г. тя е постоянно в двора в Дрезден. Бракът е бездетен. Той се разболява и умира на 11 януари 1537 г. Елизабет се оттегля във вдовишката си резиденция в Рохлиц.
Елизабет управлява самостоятелно вдовишките си собствености Рохлиц, Крибщайн си други и е наричана в литературата често „Елизабет фон Рохлиц“. Обвинена е от херцог Мориц в държавна измяна и трябва да напусне Рохлиц, от 1547 г. живее в хесенския двор.
Тя умира на 6 декември 1557 г. в Шмалкалден и е погребана в Марбург.